# Скобельська Марія Володимирівна
Марія Володимирівна Скобельська (1924 — ?) — українська радянська діячка, лікар Станіславської районної лікарні Станіславської області. Депутат Верховної Ради УРСР 4-го скликання.

## Життєпис
У 1949 році закінчила Станіславський медичний інститут.

З 1949 року — лікар (акушер-гінеколог) Станіславської районної лікарні Станіславської (Івано-Франківської) області. Зуміла «добре налагодити роботу невиличкого родильного відділку районної лікарні, фельдшерсько-акушерських пунктів і колгоспних родильних будинків» Станіславського району.
Обиралася головою місцевкому Станіславської районної лікарні Станіславської області.